# Leptotarsus (Leptotarsus) regificus
Leptotarsus (Leptotarsus) regificus is een tweevleugelige uit de familie langpootmuggen (Tipulidae). De soort komt voor in het Australaziatisch gebied.